# DoPDF
doPDF – wirtualna drukarka do formatu PDF, stworzona przez firmę Softland. Umożliwia aplikacjom obsługującym drukowanie tworzenie plików PDF. Rozdzielczość tworzonych plików PDF można ustawić ręcznie lub automatycznie. doPDF jest darmowym oprogramowaniem wyświetlającym reklamy.
doPDF to uproszczona wersja komercyjnego oprogramowania Softland o nazwie novaPDF, które oferuje dodatkowe funkcje, takie jak szyfrowanie AES, ochrona hasłem, podpis cyfrowy, obsługa linków URL, znak wodny w formie tekstu/grafiki, wybór wersji PDF i inne.

## Funkcje
Softland doPDF to darmowe oprogramowanie dostępne zarówno do użytku komercyjnego, jak i osobistego. Obsługuje systemy 32- i 64-bitowe, w tym Windows 11, Windows 10, Windows 8, Windows 7, Vista, Server 2019, Server 2016, Server 2012 oraz Server 2008 R2. Wersje wcześniejsze (do 9) obsługiwały również Windows XP, Server 2000, Server 2003 i Windows Server 2008.
Aplikacja umożliwia ustawienie niestandardowej rozdzielczości od 72 do 2400 dpi oraz korzystanie z predefiniowanych i własnych formatów stron. Pliki PDF utworzone z dokumentów tekstowych pozostają przeszukiwalne we wszystkich obsługiwanych językach.
Starsze wersje doPDF nie wymagały Ghostscript ani .NET, co czyniło je samodzielnymi aplikacjami. Ich rozmiar był bardzo mały – np. doPDF w wersji 6.3.311 ważył 1,73 MB, a w wersji 7.0.321 – 2,98 MB. Nowsze wersje osiągnęły rozmiar ponad 60 MB. Firma Softland twierdzi, że doPDF zużywa minimalne zasoby systemowe – w porównaniu z innymi darmowymi konwerterami PDF zajmuje niewiele pamięci i mocy procesora podczas konwersji dokumentów.
Po instalacji doPDF jest dostępny poprzez wybór drukarki doPDF w menu drukowania dowolnej aplikacji obsługującej drukowanie. Program pyta użytkownika o lokalizację zapisu pliku, generuje dokument PDF i otwiera go w domyślnej aplikacji do przeglądania PDF.
Recenzent Seth Rosenblatt z Download.com napisał o doPDF 6.2.301. Wersja 7 programu została wydana na początku grudnia 2009 roku. Nowa wersja była w pełni zgodna z Windows 7 i obsługiwała czcionki Type 1. Zamiast osadzać całą czcionkę, doPDF 7 osadzał tylko jej podzbiór, co zmniejszało rozmiar pliku PDF.

## Wyróżnienia i nagrody
- Nagroda „Editor’s Pick” przyznana przez BetaNews[9]
- „Download dnia” 7 marca 2007 roku na LifeHacker[10]
- Wyróżnienie od Softpedia z oceną 4,2/5 „Bardzo dobry”[11]